# 邦衛·提歐斯里
邦衛·提歐斯里（英語：Bramwell Tillsley，1931年8月18日—）是第14任救世軍大將（1993－1994）。
他出生於加拿大的安大略省，其雙親是救世軍成員。他的父母親是在1928年自英國移民到加拿大的。他和莫德·皮徹爾（Maude Pitcher）於1953年結婚了，一年之後，他們生下了第一個孩子，芭芭拉·提歐斯里（Barbara Tillsley）。在1956年，他們成為了救世軍的軍官，並曾被委派到安大略省以及新斯科細亞地區工作。他們在多倫多的卜維廉紀念訓練學校（William Booth Memorial Training College）度過了六年，接下來就成為了北多倫多部隊的軍官。之後，他們夫妻又回到了訓練學校，以讓邦衛得到教育軍官的職位（Education Officer）。後來他成為了訓練軍官（Training Officer），第一次是在紐芬蘭，接下來是在美國東部。
| 前任： 愛娃·布洛斯 | 救世軍大將 1993–1994 | 繼任： 保羅·雷德 |